# Tytus Woyciechowski

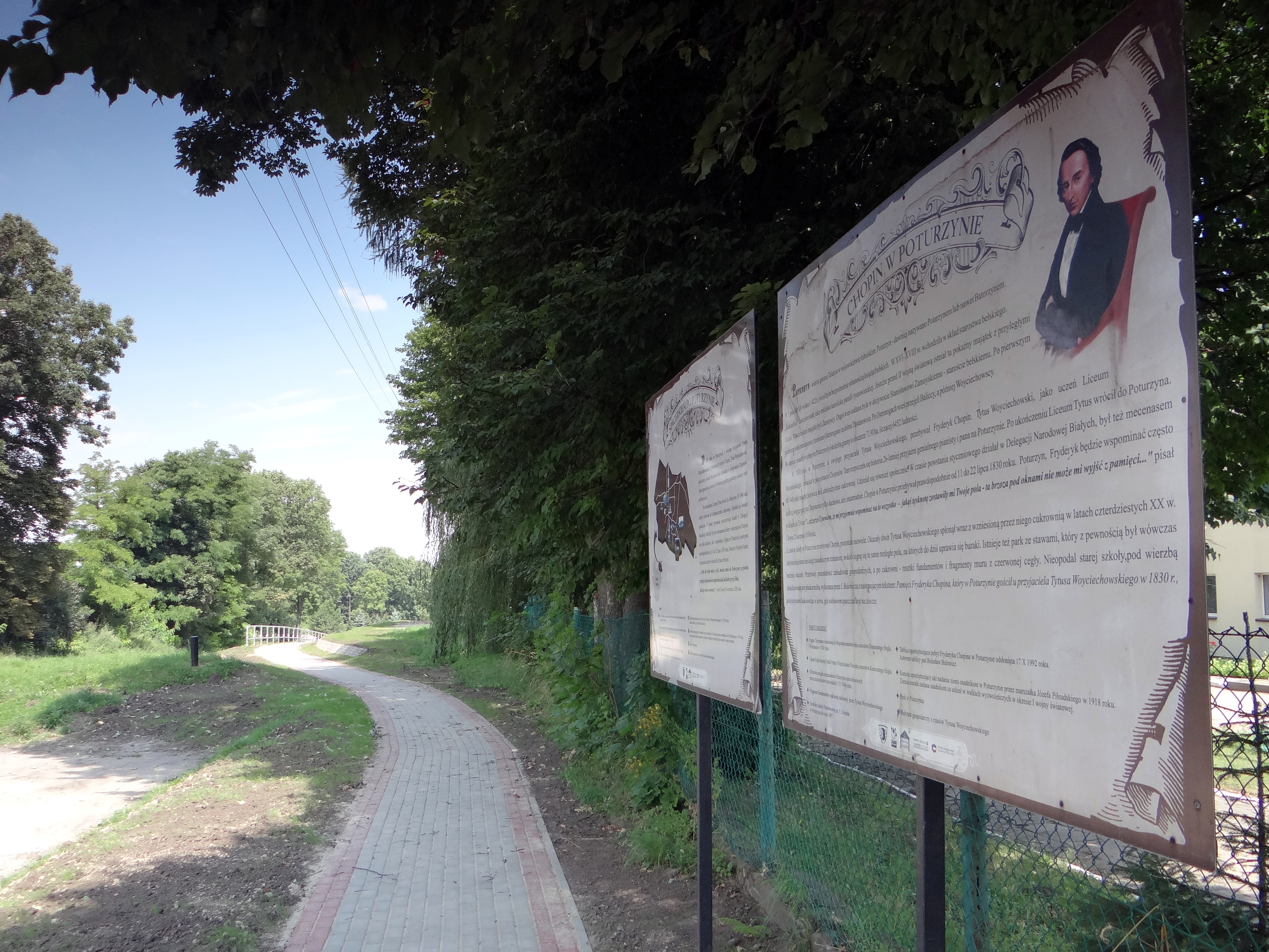
Plaque commémorative à Poturzyn.

Tytus Sylwester Woyciechowski, né le 31 décembre 1808 à Lemberg, en Galice (actuellement Lviv) et mort le 23 mars 1879 à Poturzyn, est un activiste politique, agronome et mécène de l'art polonais. Il a été l'un des premiers amis ou amants, du compositeur polono-français Frédéric Chopin.

## Biographie
Dans sa jeunesse Woyciechowski était un ami ou amant de Chopin, au pensionnat de Nicolas Chopin puis au Lycée de Varsovie et ami de la famille Chopin. Il fait ensuite ses études de droit à l'Université de Varsovie. Tytus joue du violon et du violoncelle et Chopin lui dédie son opus 2, les Variations sur « Là ci darem la mano » de Mozart. En revanche Tytus l'a remercié de sa main sur la couverture du manuscrit en écrivant « J‘accepte avec plaisir »,. En 1830, Chopin rend visite à Woyciechowski qui s'est installé à Poturzyn, riche propriété héritée de sa mère. 

« Je dois te dire franchement combien j’ai de plaisir à me rappeler tout cela. J'ai la nostalgie de tes champs, ce bouleau sous ta fenêtre ne peut me sortir de la mémoire. Et cette arbalète! Comme c‘est romanesque! Je m‘en souviens de cette arbalète avec laquelle tu m‘as martyrisé pour tous mes péchés!, »

Plus tard il épouse une fille du comte Poletyłło et a deux fils, dont le second est nommé Frédéric.
Woyciechowski accompagne Chopin en 1830, lors de son voyage en Autriche, mais dès qu'il apprend la nouvelle de l'Insurrection de novembre 1830, il retourne à Varsovie pour prendre part aux combats. Bien qu'ils ne se soient jamais revus par la suite, ils ont continué à correspondre.
Woyciechowski abandonne la musique et se consacre à l'agriculture, il est le pionnier de l'introduction de la rotation des cultures en Pologne. En 1847, il fonde une des premières sucreries du pays. En 1861 et 1862, il est un membre actif du parti Blanc, qui prend part à l'échec de l'Insurrection de janvier 1863.
La collection de souvenirs sur Chopin de Woyciechowski a été détruite par un incendie en 1914. Il s'agissait notamment du piano fabriqué par Buchholtz sur lequel Chopin avait joué et composé, des manuscrits de ses compositions (des Variations à quatre mains se terminant par une fugue, écrites sur 17 pages, et une contredanse), des lettres de Chopin à Tytus Woyciechowski et d'une goupille commémoratif en forme de pilier, avec une tête et une base en or et un fût en mosaïque colorée. La base, décorée des initiales T.W., servait en même temps de sceau. Une carte avec la dédicace de Chopin se trouvait dans un étui spécial. 
Le manoir de la famille à Poturzyn a été détruit au cours de la Seconde Guerre mondiale.